# Дом-музей Рафаэля Санти
Дом-музей Рафаэля Санти — дом в городе Урбино, Италия, в котором родился и жил художник Рафаэль Санти. Сейчас там расположен его музей. Дом расположен в исторической части города.

## История
На одной из улиц города Урбино в Италии сохранился дом, в котором родился и жил до четырнадцатилетнего возраста художник Рафаэль Санти. Улица имеет типичную характеристику для этого города: отходит от центральной площади, постепенно сужаясь и становясь более извилистой. Дом — трёхэтажный, с двухскатной крышей с выступающими балками. Окна прямоугольной формы, с фронтонами плоской формы и порталом. По бокам — два окна небольших размеров. Сейчас в этом здании открыт дом-музей Рафаэля Санти.
Дом был построен в XV веке.
Отец Рафаэля Санти, Джованни Санти купил этот дом в 1460 году. Дом небольшой. На втором этаже Джованни Санти жил с семьёй, на первом этаже — была его мастерская и внутренний дворик небольших размеров. Под портиком в наше время можно заметить маленькую колонну с изображением ступки, которая применялась в то время для приготовления красок. Дом Санти находился неподалёку от герцогского замка.
На втором этаже дома-музея Рафаэля Санти расположена фреска «Мадонна с младенцем», выполненная его отцом. Исследователи предполагают, что именно в этой комнате в 1483 году родился Рафаэль. Также существуют предположения, что на картине запечатлена мать художника Маджия Чиарла и он сам в младенчестве. В поддержку этой теории выступает тот факт, что в доме среднего достатка без парадных лестниц и высоких потолков, с самым обыкновенным фасадом, находилось такая фреска и было бы логично, если бы эта фреска имела отношение к живущей тут семье. Комната, в которой расположена фреска, с низким потолком. Чтобы увидеть фреску, нужно обратить внимание на небольшую нишу, в которой можно увидеть портрет женщины, держащей на руках спящего младенца и при этом она сидит на скамейке и читает книгу. На женщине надета накидка тёмно-синего цвета, её волосы собраны.
В 1635 году дом-музей купил итальянский инженер Муцио Одди.
Академия Рафаэля в XIX веке купила этот дом и разместила в нём дом-музей художника. В результате сотрудничества между частными лицами и государственными учреждениями, в здании появились произведения искусства — скульптуры, картины, керамика, мебель из дерева. Здесь можно увидеть копии его картин, а также работы художника, выполненные им в ранние годы.

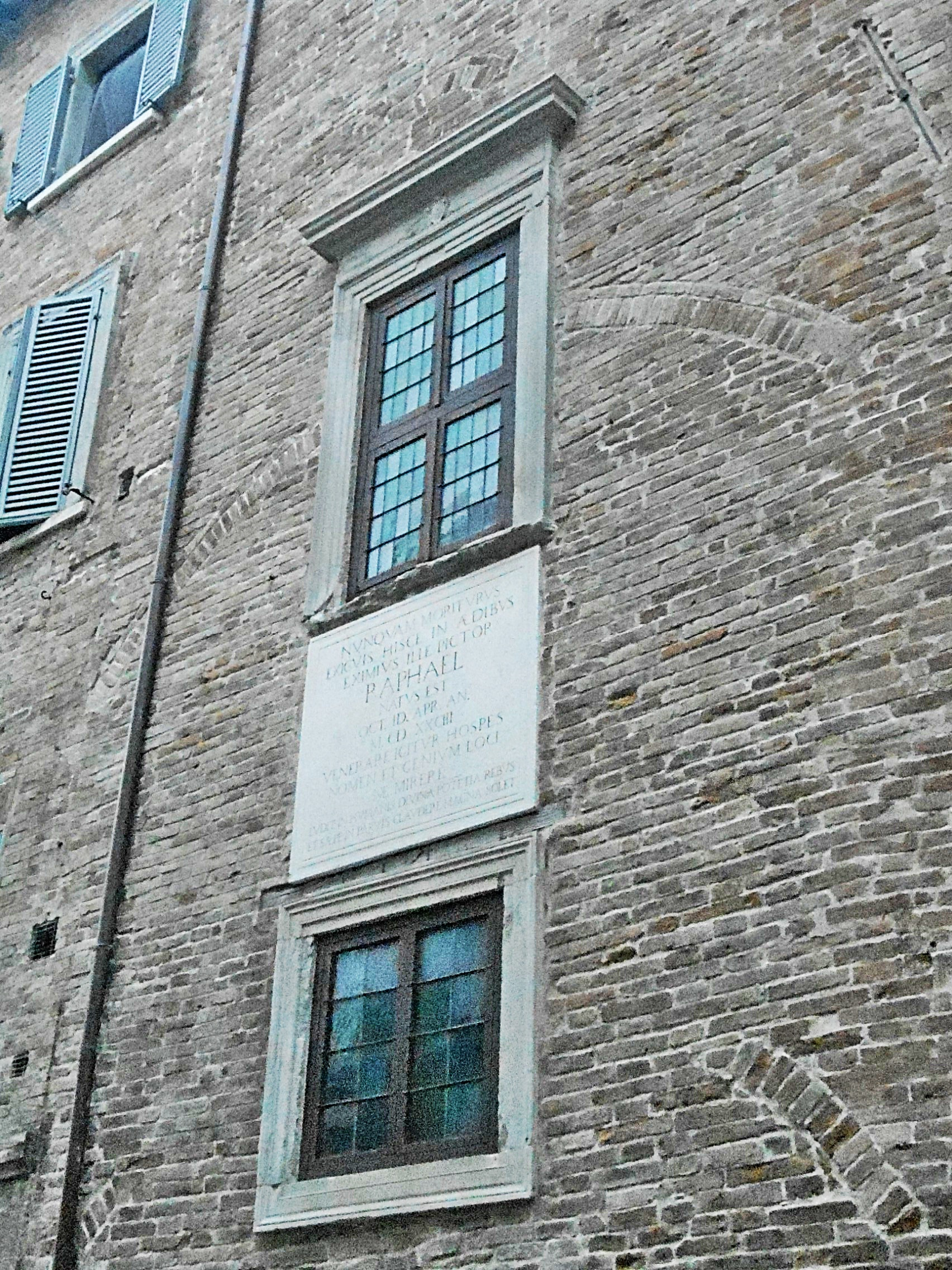
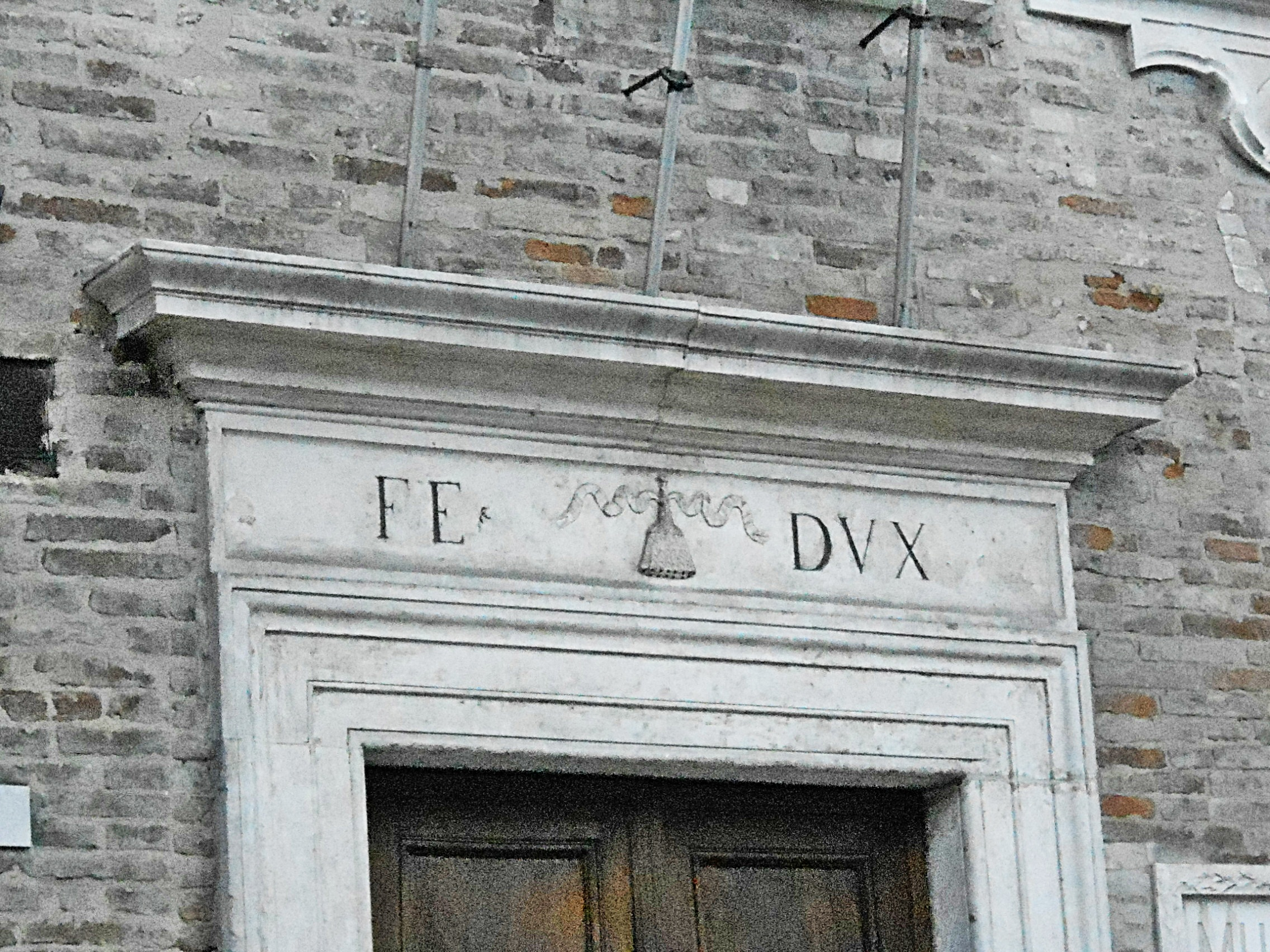
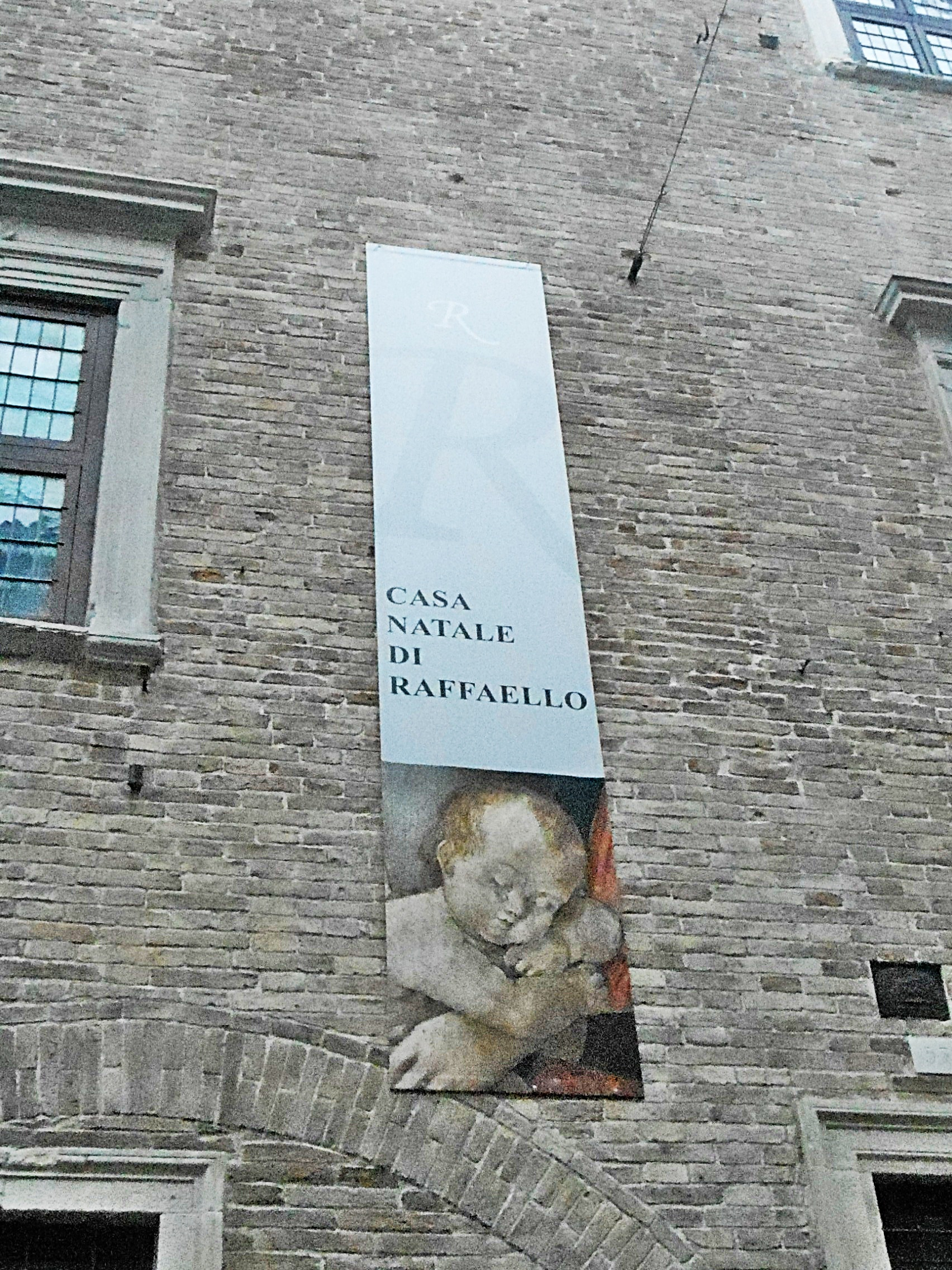
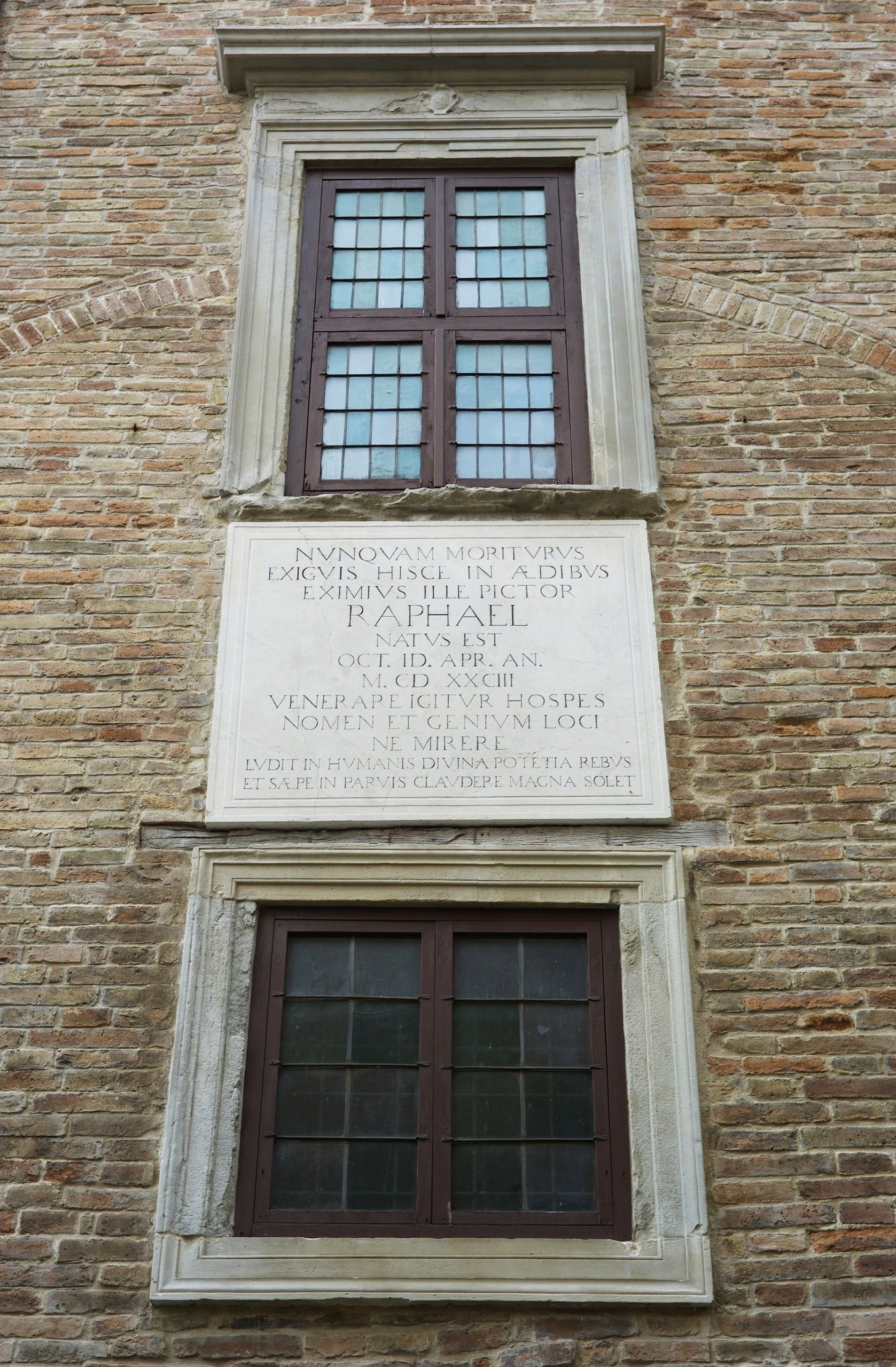
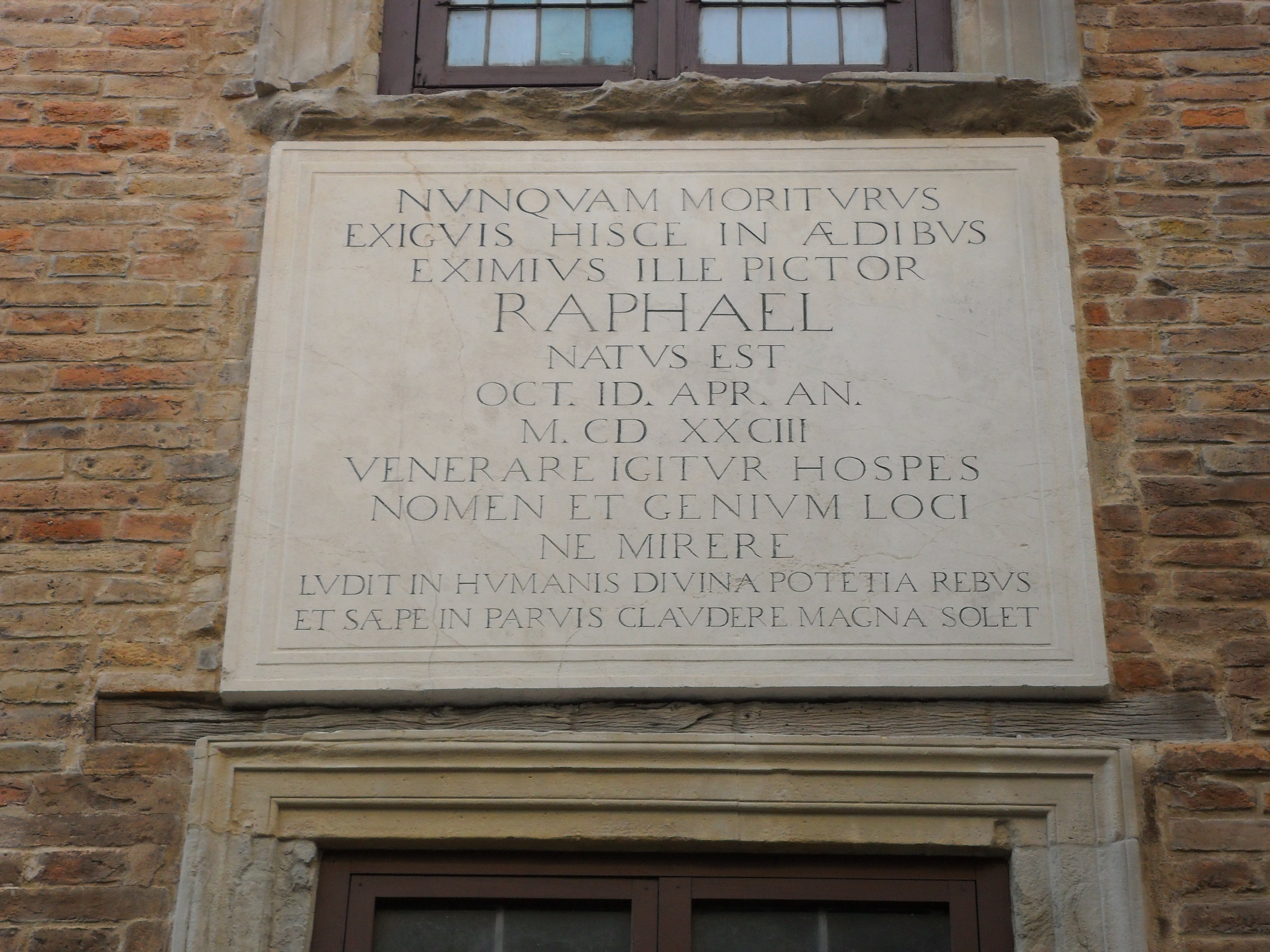
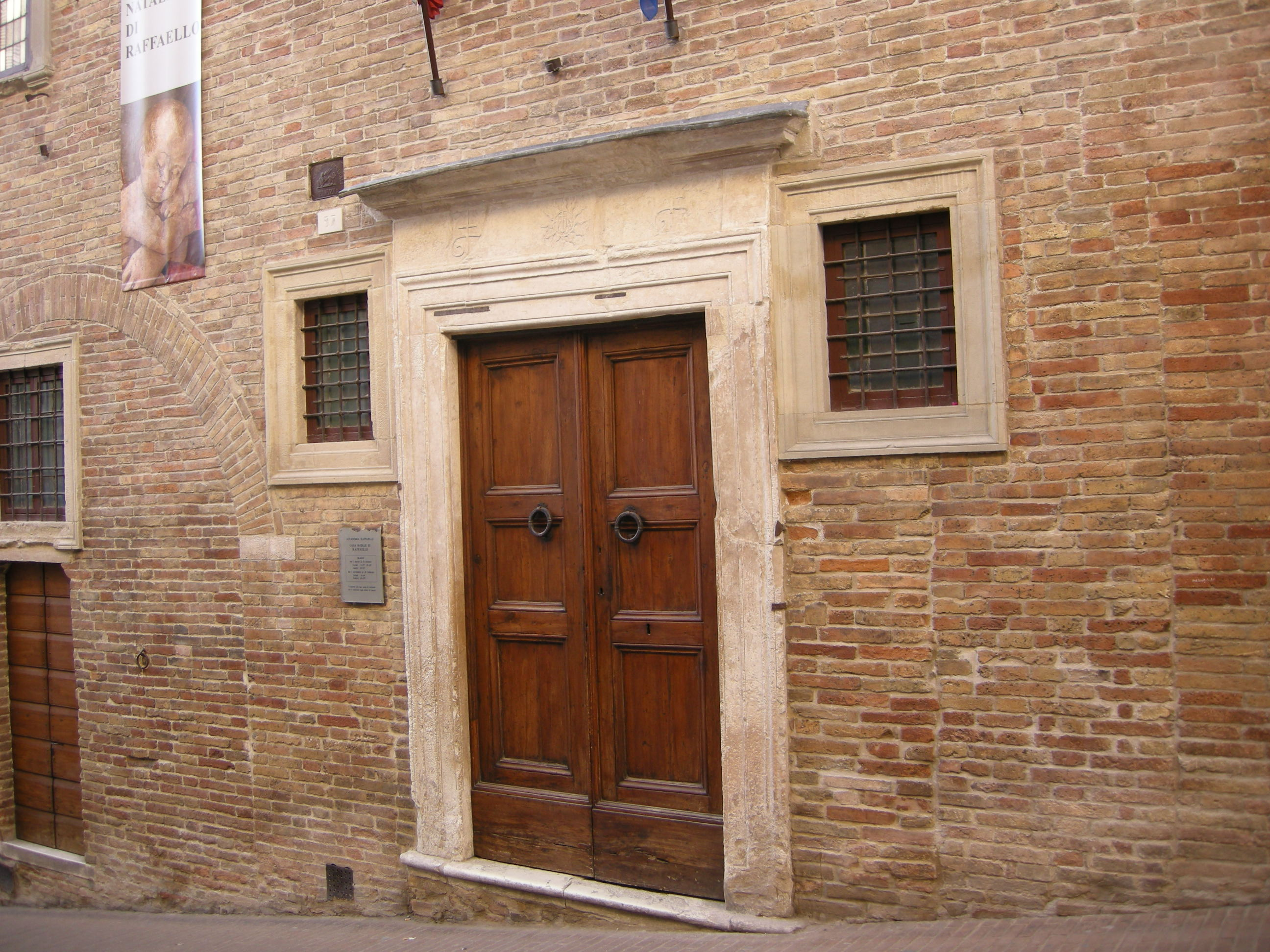